# Iosif Moldovan (delegat)
Iosif Moldovan (n. 16 septembrie 1863, Arad, județul Arad – d. 28 aprilie 1940, Arad, județul Arad) a fost un deputat în Marea Adunare Națională de la Alba Iulia, organismul legislativ reprezentativ al „tuturor românilor din Transilvania, Banat și Țara Ungurească”, cel care a adoptat hotărârea privind Unirea Transilvaniei cu România, la 1 decembrie 1918 :p. 89.

## Biografie
A fost învățător în Arad, publicând mai multe manuale pentru clasele I-IV și în 1916 Abecedarul fonetic. Din 1919 a fost numit revizor școlar pentru școlile primare și inspector pentru școlile primare din județele Arad și Bihor. În 1940 publică Monografia Reuniunii Învățătorilor din Arad. A fost, de asemenea, membru al Asociației Arădene pentru cultura poporului român, iar din 1906 devine președinte al Reuniunii învățătorilor din Arad. A fondat asociația corală Armonia :p. 89.  

## Activitatea politică
Ca deputat în Adunarea Națională din 1 decembrie 1918 a fost delegat al Reuniunii învățătorilor de la școlile confesionale ortodoxe române din protopopiatele arădene I-VII :p. 89.	